# VAT Group

## Unternehmen
Die VAT Group AG (nachfolgend VAT, Handelsregistereintrag: VAT Vakuumventile AG) ist ein international tätiges Schweizer Unternehmen für Hochleistungsvakuumventile, das seit 2016 an der Schweizer Börse SIX kotiert ist. Der Hauptsitz der VAT befindet sich in Haag (Gemeinde Sennwald) im Kanton St. Gallen (Schweiz). Sie betreibt Vertretungen in 29 Ländern und Produktionsstandorte in Haag, Penang (Malaysia) und Arad (Rumänien).
Die VAT erwirtschaftete 2024 einen Nettoumsatz von CHF 942 Mio. und eine EBITA-Marge von 31,2 %. Die wichtigsten Exportregionen sind Asien mit 67 %, die USA mit 19 % und EMEA mit 14 % des Nettoumsatzes. Weltweit waren Ende 2024 rund 3’200 Mitarbeitende (Vollzeitäquivalente) bei der VAT Group tätig, ungefähr 50 % davon arbeiten in der Schweiz.

## Geschäftsfelder
Die VAT berichtet in zwei Segmenten: Ventile (82 % des Gruppenumsatzes von 2024) und Global Service (18 % des Gruppenumsatzes 2024).

### Ventile
Im Segment Ventile agiert die VAT als globale Entwicklerin, Herstellerin und Lieferantin von Vakuumventilen für die Halbleiter-, Display-, Photovoltaik- und Vakuumbeschichtungsindustrie sowie für vielfältige Industrie- und Forschungsanwendungen. Ende 2023 hielt die VAT bei den Vakuumventilen für die Herstellung von Halbleitern einen Marktanteil von rund 75 %.
In diesem Segment lag der Nettoumsatz 2024 bei CHF 774,7 Mio. Davon entfallen rund 81,6 % auf die Geschäftseinheit Semiconductor und 18,4 % auf die Geschäftseinheit Advanced Industries.

### Global Service
Unter Global Service bietet die VAT den Kunden vor Ort Dienstleistungen an. In diesem Segment erwirtschaftete die VAT einen Nettoumsatz 2024 von CHF 167,5 Mio.

## Geschichte
1965 gründete Siegfried Schertler das Unternehmen in Flawil (St. Gallen, Schweiz). Im gleichen Jahr wurde der Unternehmenssitz nach Haag im St. Galler Rheintal (Schweiz) verlegt. In den Anfängen lag der Schwerpunkt auf der Forschung.
In der Halbleiterindustrie boomten in den 1980er-Jahren Transistoren, die in nur einen einzigen Siliziumchip eingebaut werden konnten. VAT stieg 1988 in die Halbleitertechnik ein.
Nach der Jahrtausendwende expandierte das Unternehmen in die Märkte der Flachbildschirme und Photovoltaik. 2012 startete die VAT ein Investitionsprogramm für ein Produktionszentrum in Asien. Die erste Phase dieses Programms wurde 2018 abgeschlossen und die Produktionsstätte in Penang (Malaysia) fertiggestellt. Im Jahr 2017 eröffnete die VAT zudem in San José (USA) ein Partikellabor.
Im Februar 2014 übernahmen die Beteiligungsgesellschaften Capvis AG und Partners Group Holding AG die VAT gemeinsam. Die VAT wurde 2016 an die Schweizer Börse SIX Swiss Exchange gebracht.
Im Jahr 2022 überschritt der Nettoumsatz von der VAT erstmals die Marke von CHF 1 Mrd. Im Februar 2023 gab CEO Mike Allison (60) seinen Rücktritt zum Ende des Geschäftsjahres 2023 bekannt. Der Verwaltungsrat ernannte am 27. Juli 2023 Urs Gantner (53), bisheriger Executive Vice President der VAT-eigenen Semiconductor Solutions Group, zum CEO der VAT ab 1. Januar 2024.

### Emissionen und Energieverbrauch
Die Treibhausgasemissionen (Scope 1 und 2 gemäss GHG Protocol) der VAT sanken 2022 auf 12,6 Tonnen (2021: 13,9) gemessen am Umsatz. Ebenfalls 2022 steigerte das Unternehmen seinen Gesamtverbrauch an erneuerbaren Energien um 6 % gegenüber 2021. Der Verbrauch von selbst erzeugtem Solarstrom betrug 2,18 Mio. kWh (2021: 2,07 kWh).

### Lohngleichheit und Engagement
Die VAT ist seit 2021 nach Fair-ON-Pay zertifiziert. Die Zertifizierung wurde 2022 aufgrund von mehr Lohngleichheit in der Schweiz auf «Advanced» hochgestuft. 2022 verbesserte sich das Unternehmen auf dem jährlichen Index des Mitarbeiterengagements zum fünften Mal in Folge und erreichte die Gesamtnote 3,94 (Maximum: 5,0).